# Josep Ferrer i Beltran
Josep Ferrer i Beltran (spanisch auch José Ferrer y Beltrán, * um 1745 in Mequinenza; † 16. Januar 1815 in Oviedo) war ein aragonesisch-katalanischer Komponist und Organist an den Kathedralen von Pamplona und Oviedo.

## Leben und Werk
Josep Ferrer wurde musikalisch und als Priester in Katalonien ausgebildet. Als Organist der Stiftskirche von Tremp erhielt er 1767 als Nachfolger von Maurici Espona die Position des Organisten der Kathedrale von Lleida. Er wurde an der Kathedrale von Lleida zum Priester geweiht. 1770 wurde er als Organist an die Kathedrale von Pamplona und 1786 an die Kathedrale von Oviedo berufen. Letztere Stelle hatte er noch 25 Jahre inne.
Zusammen mit Juan Páez Centella, dem Kapellmeister der Kathedrale Oviedo, komponierte er das Musikdrama Premio a la Sabiduría, das am 13. Mai 1798 als Hommage an Gaspar Melchor de Jovellanos anlässlich dessen Ernennung zum spanischen Justizminister uraufgeführt wurde. Er veröffentlichte sechs Sonaten für Clavichord und Pianoforte (1780) und drei Sonaten für Cembalo und Pianoforte mit Violinbegleitung (1781).